# 스미요시 공원
스미요시 공원(일본어: 住吉公園)은 일본 오사카부 오사카시 스미노에구 하마구치히가시에 위치한 공원이다. 오사카 부에서 운영한다. 스미요시 공원이라는 명칭처럼 원래 스미요시구에 속해있었지만, 1974년에 오사카 시의 행정 구역 개편으로 스미요시 구에서 스미노에 구가 분할되었을 때, 스미요시 공원은 스미노에 구 지역에 포함됐다.